# Montsinéry-Tonnegrande
Montsinéry-Tonnegrande (fino al 27 marzo 1969 Tonnegrande-Montsinéry) è un comune francese situato nella Guyana francese.
È formato dai due paesi di Montsinéry e di Tonnegrande che distano 20 minuti in auto uno dall'altro.